# Perry Belmont

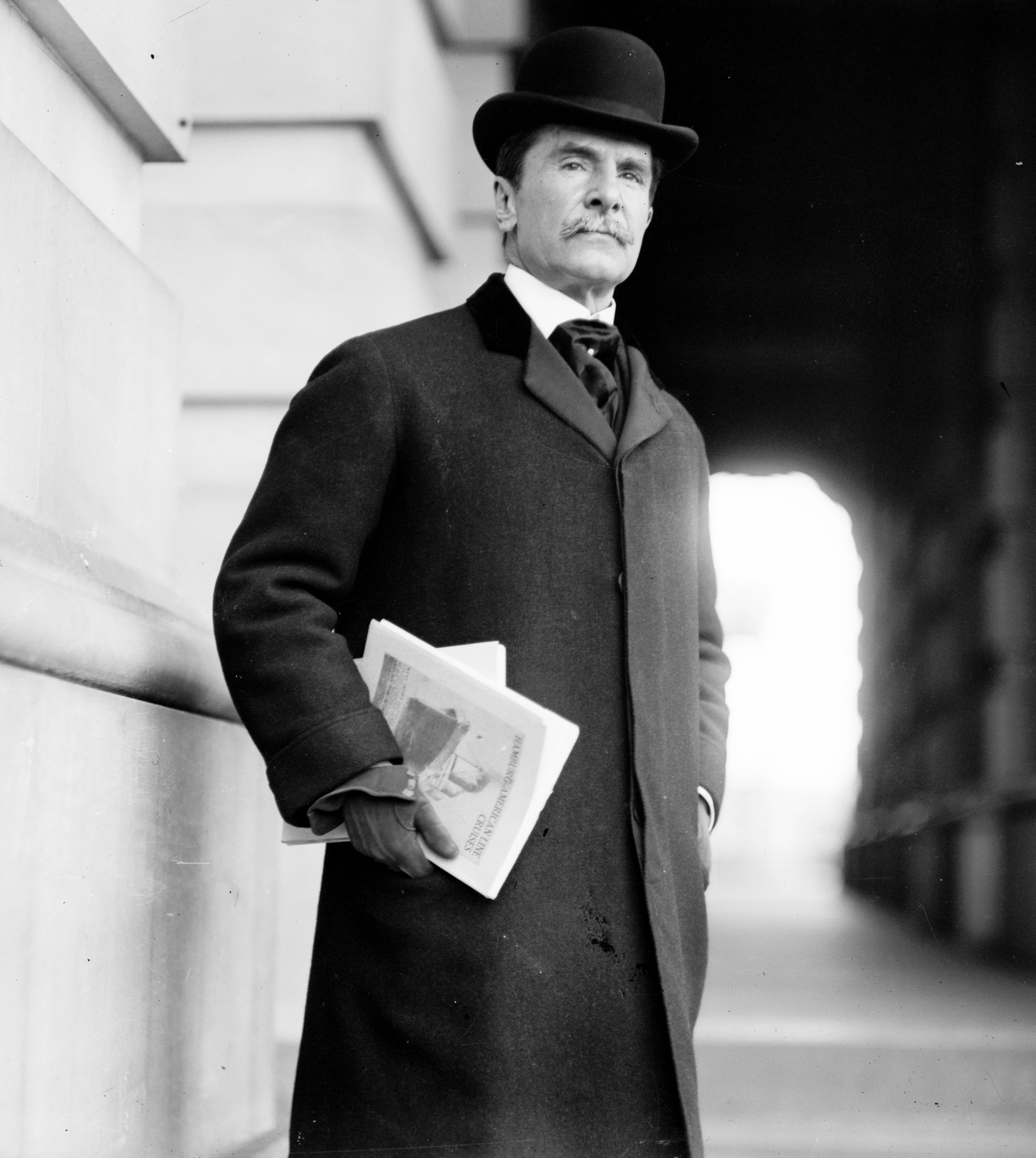
Perry Belmont

Perry Belmont (* 28. Dezember 1851 in New York City; † 25. Mai 1947 in Newport, Rhode Island) war ein US-amerikanischer Politiker, Diplomat und Offizier. Er war Sohn des aus Alzey stammenden Bankiers und Politikers August Belmont, Bruder von Oliver Belmont und August Belmont junior.
Belmont absolvierte die Everest Military Academy in Hamden (Connecticut) und graduierte 1872 an der Harvard University sowie 1876 an der Columbia Law School. Anschließend war er fünf Jahre lang in New York als Rechtsanwalt tätig. Seine Kanzleipartner waren sein Cousin, der Schriftsteller Arthur Dudley Vinton, sowie George Frelinghuysen, der spätere Präsident der Brauerei Ballantine.
Von März 1881 bis Dezember 1889 war Belmont für die Demokratische Partei Abgeordneter im Repräsentantenhaus der Vereinigten Staaten, wobei er von 1885 bis 1887 die außenpolitische Kommission präsidierte. Zwischen Februar und Mai 1889 amtierte er als Botschafter der Vereinigten Staaten in Spanien. Während des Spanisch-Amerikanischen Krieges von 1898 diente Belmont als Major und Generalinspektor der ersten Division, während des Ersten Weltkrieges als Hauptmann.